# Монастырь францисканцев (Гродно)
Монасты́рь франциска́нцев (Костёл Девы Марии Ангельской) — католический монашеский комплекс в городе Гродно (Республика Беларусь). Памятник архитектуры XVII века.

## История
Монастырский комплекс основан в 1635 году упитским старостой Евстахием Курчом и его женой Сюзанной из рода Тышкевичей на левом берегу реки Неман.
Первоначально это был деревянный монастырь с небольшим костёлом Ангельской Божьей Матери, который был разрушен во время русско-польской войны в 1659 году.
В 1660 году было начато строительство каменного храма с колокольней в стиле барокко. Деньги на строительство пожертвовали виленский воевода Михаил Пац и подстолий гродненский Гедеон Хлядовицкий. Монастырь включал в себя костел, башню-колокольню, здание жилого корпуса и ограду с воротами.
В 1759 году костел был перестроен после пожара. Средства на перестройку храма, а также на органы, пожертвовала мстиславская кастелянша Констанция Лозовая.
С 1853 года костел был закрыт, а после польского восстания 1863 года монастырь использовался как тюрьма для польских священников и монахов. Как тюрьма монастырь использовался вплоть до 1919 года.
В дальнейшем он все время функционировал как монастырь францисканцев. В 1991 году монастырь был взят под опеку вернувшимися в Гродно францисканцами.
Главной реликвией монастыря является икона Божьей Матери Ангельской образца XVII века, обладающая чудотворными свойствами.

## Архитектура

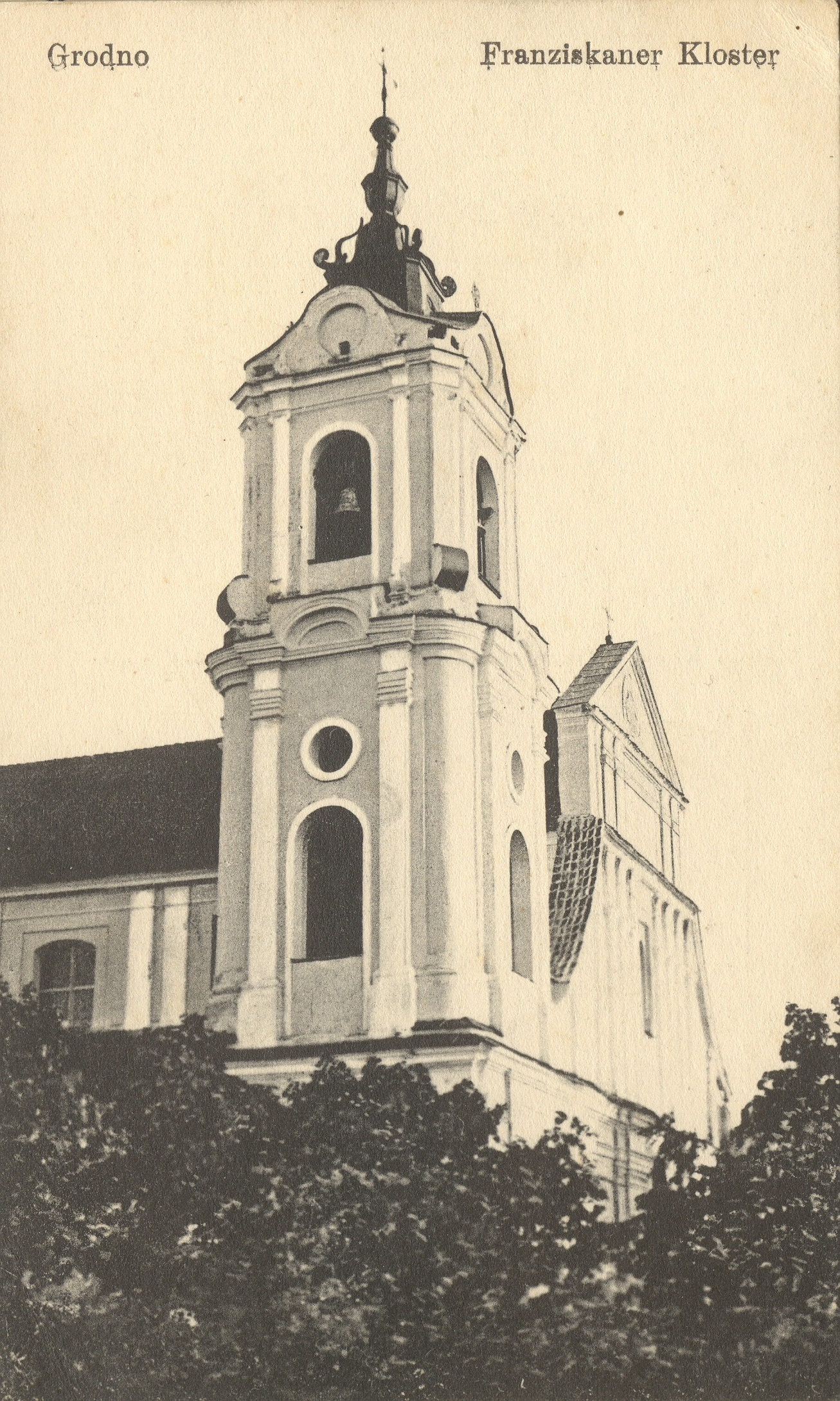
Открытка. Францисканский монастырь (начало XX века)

Костел представляет собой трехнефную базилику, с большой полуциркульной апсидой. Центральный неф и апсида были решены как один объём и имели общую двускатную крышу, более низкие боковые нефы — односкатные.
Главный фасад костёла был разделён на 3 яруса: 1-й ярус с полуциркульным входным проёмом, расчленён широкими пилястрами и завершён карнизным поясом. 2-й и 3-й ярусы были разделены тонкими лопатками и завершены треугольным фронтоном. Боковые фасады и апсида имели лучковые и прямоугольные окна, расчленённые спаренными лопатками и завершённые карнизными поясами.
К северной стене главного фасада костёла была пристроена квадратная 3-ярусная башня-колокольня. Её 1-й ярус имел общую с 1-м ярусом главного фасада костёла пластику XVII века, 2-й и 3-й ярусы башни-колокольни перестроены в XVIII веке и решены в насыщенной рельефной пластике позднего барокко. Колокольню венчал высокий фигурный купол.
К южному фасаду костёла примыкало здание жилого корпуса. Стены его фасадов имели небольшими прямоугольные окна, и были расчленены пилястрами и завершены карнизами. Планировка здания жилого корпуса была галерейная, коридор проходил по всему периметру здания. В юго-западном углу корпуса находилась трапезная и библиотека.
В северо-западной и западной части монастырь был огорожен кирпичной стеной с декоративными элементами кладки. Ворота перед главным фасадом костёла были оформлены в стиле барокко. Имели двухъярусную композицию: 1-й ярус с арочным проходом, а 2-й в виде увенчанного треугольным фронтоном аттика с прямоугольной нишей для скульптуры.

## Интерьер

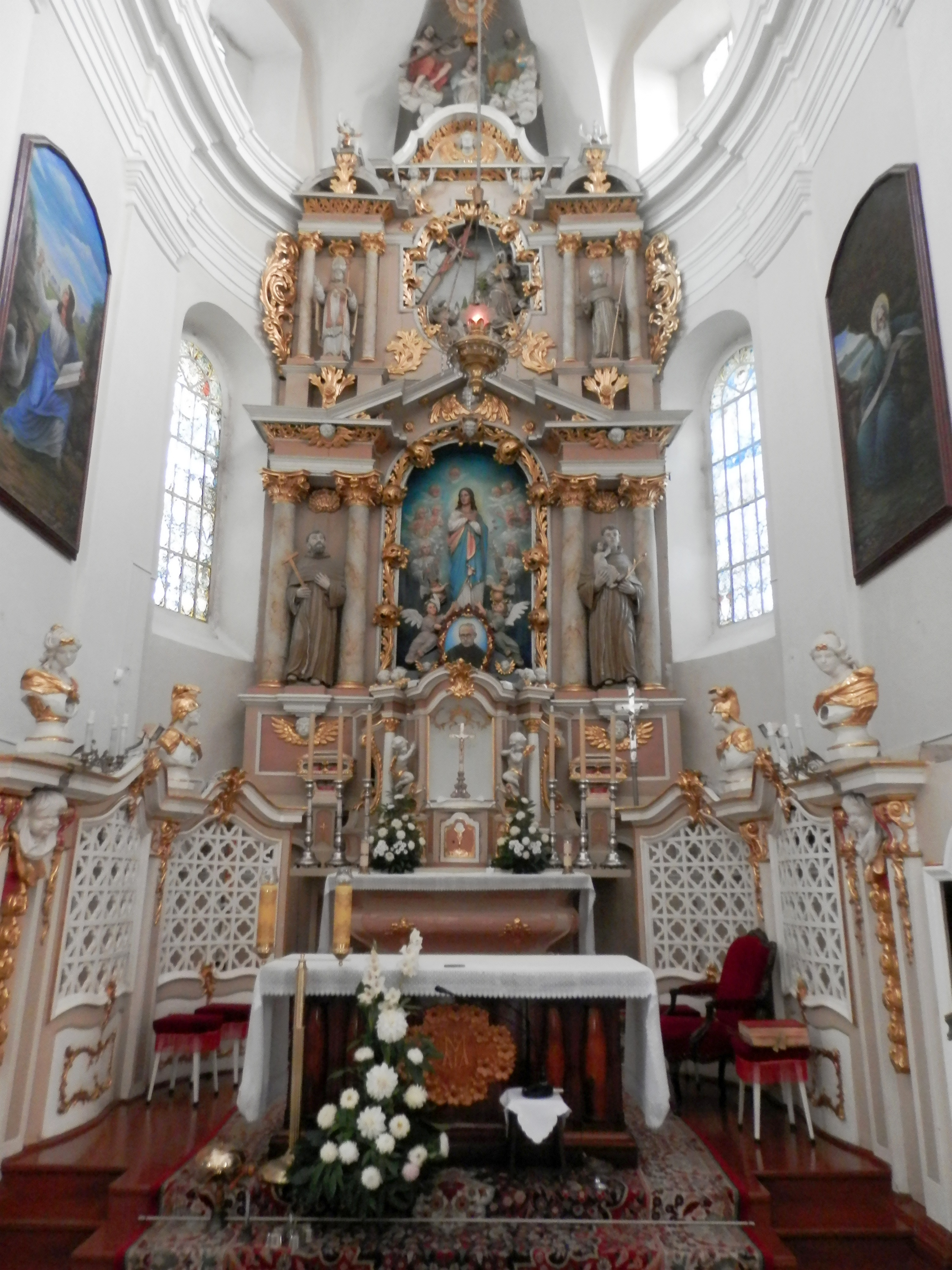
Главный алтарь

Интерьер костела выделяется богатством архитектурной пластики, художественно-декоративным строем (резьба по дереву, лепка, скульптура). Шедевром в стиле рококо (1-я половина XVIII в.) является алтарная перегородка в виде трельяжной выгнутой сцены, которая декорирована бюстами, вазами, гирляндами-косами, фигурными панелями в бело -бежево -золотистом колорите. Главная алтарная композиция «Чествование Богородицы» (упоминается в описании костела 1700 года как «Богородица в серебряном платье аугсбургского исполнения» (сейчас обновлена), она занимает триумфальную арку 4-колонного барочного портика алтаря; в центре 2-го яруса алтаря картина «Стигматизация Св. Франциска», окаймованная овальной резной рамой-рондой.
У алтаря в центральный неф костела входит резной деревянный амвон в стиле рококо, который украшен барельефными изображениями четырёх евангелистов, акантом и валютами. Костел украшают картины-иконы: «Св. Антоний с ребенком» (1872 г., худ. И. Михович), «Матерь Божья Ангельская» в серебренном окладе (XVII-XVIII вв.), «Матерь Божья с ребенком» (XVIII-XIX вв.), «Матерь Божья Ченстоховская» в окладе (2 пол. XVIII в.).

## Орган
Орга́н является самым старым в Беларуси.
Орга́н дважды перестраивали, но проспект и часть труб сохранились с 1750 года. У него очень красивый проспект. Это единственный орга́н, который точно был построен прусскими мастерами. Дело в том, что в XVIII веке органостроение ВКЛ испытало сильное влияние восточнопрусской органостроительной школы. Во-первых, часть инструментов построили мастера именно из этой страны. Во-вторых, в середине XVIII века прусские мастера переселились в Вильно, открыли здесь свои мастерские и заложили ядро виленской барочной органостроительной школы.
Известно, что орга́н был построен по фундации Констанции Михалины Лазовой. Стоил он 3 тысячи злотых плюс 150 тымфов (кредитных монет) за его транспортировку до Гродно.

## Галерея

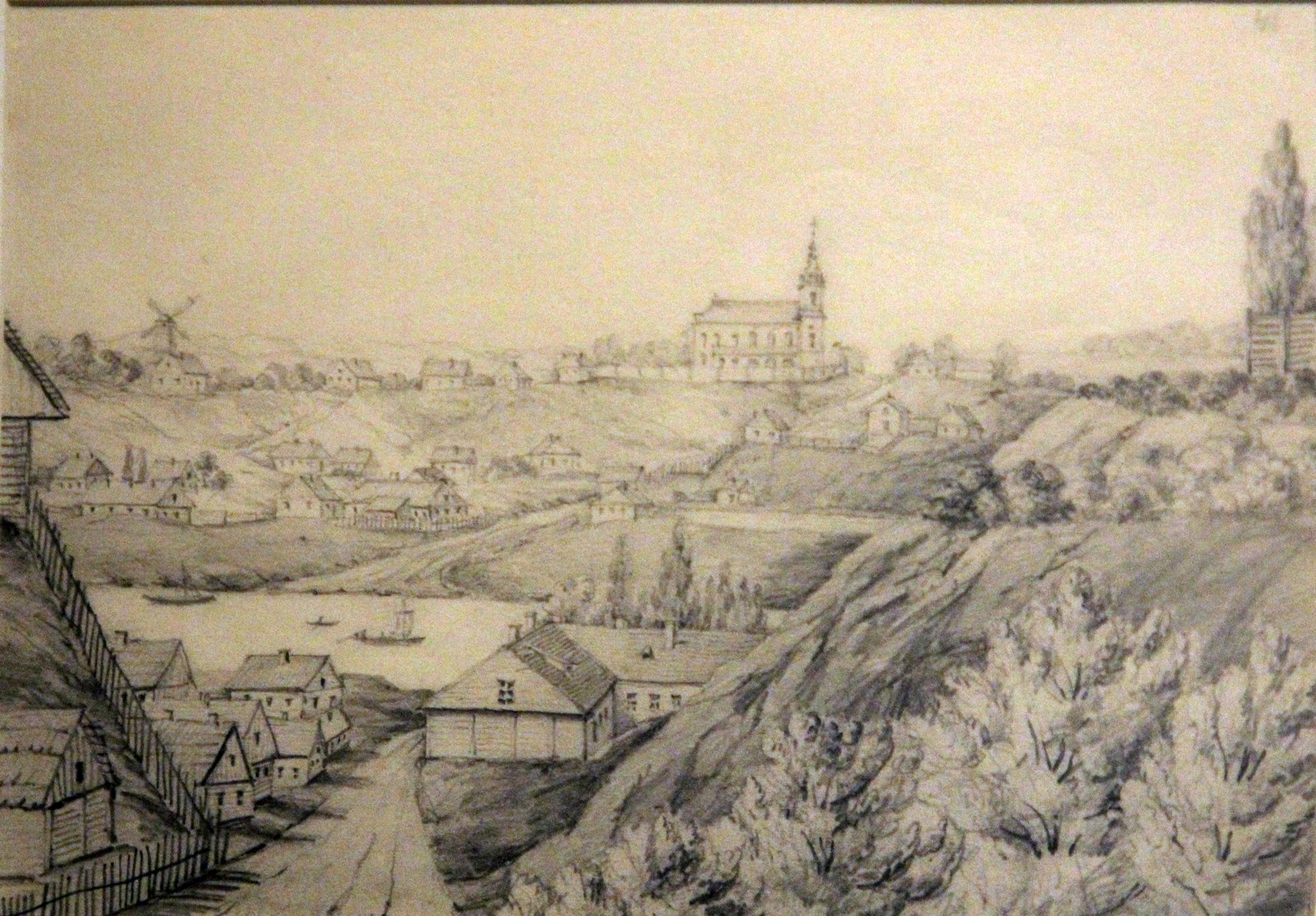
Францисканский монастырь XIX века, художник Наполеон Орда
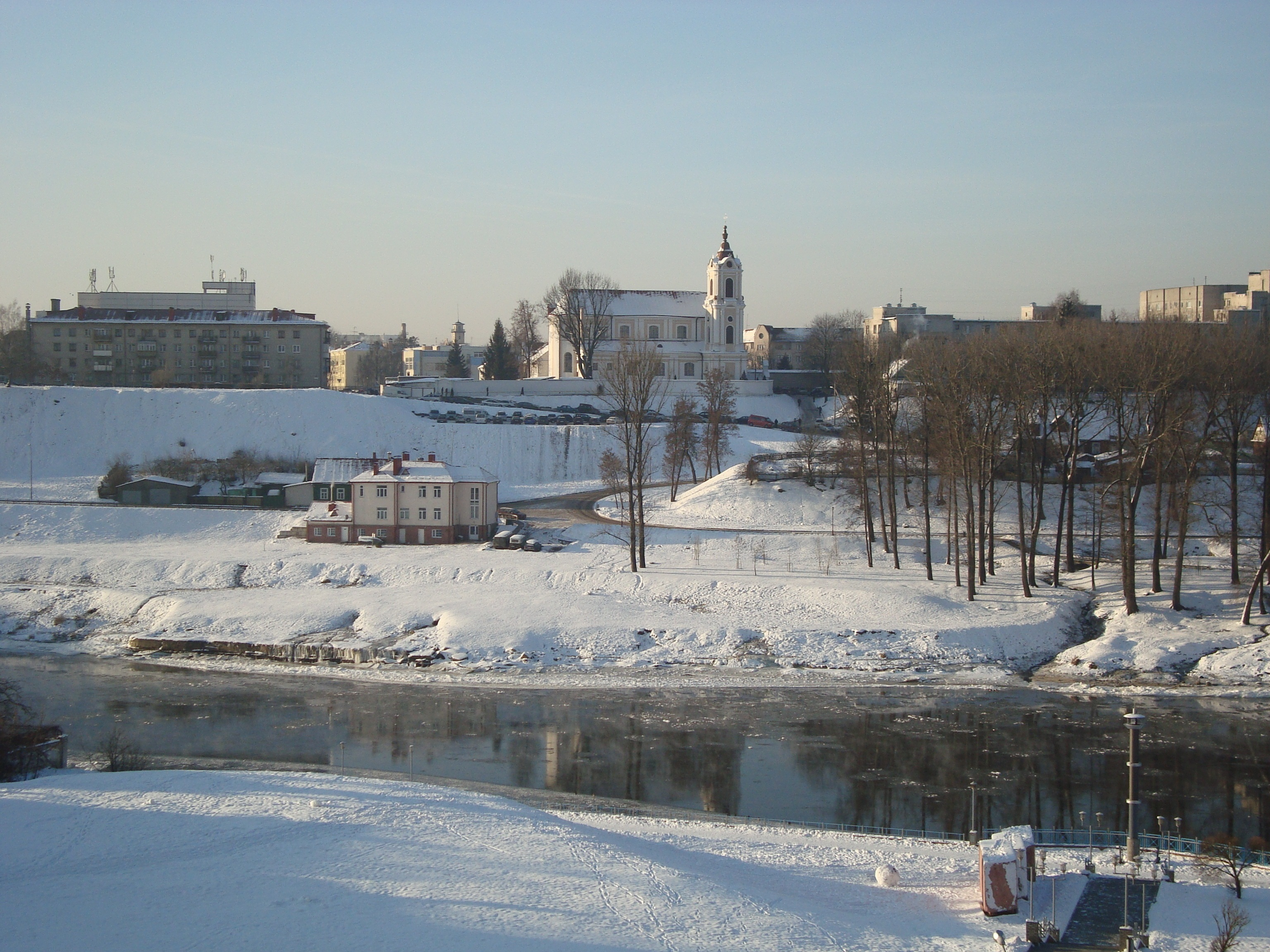
Зимняя панорама у монастыря.
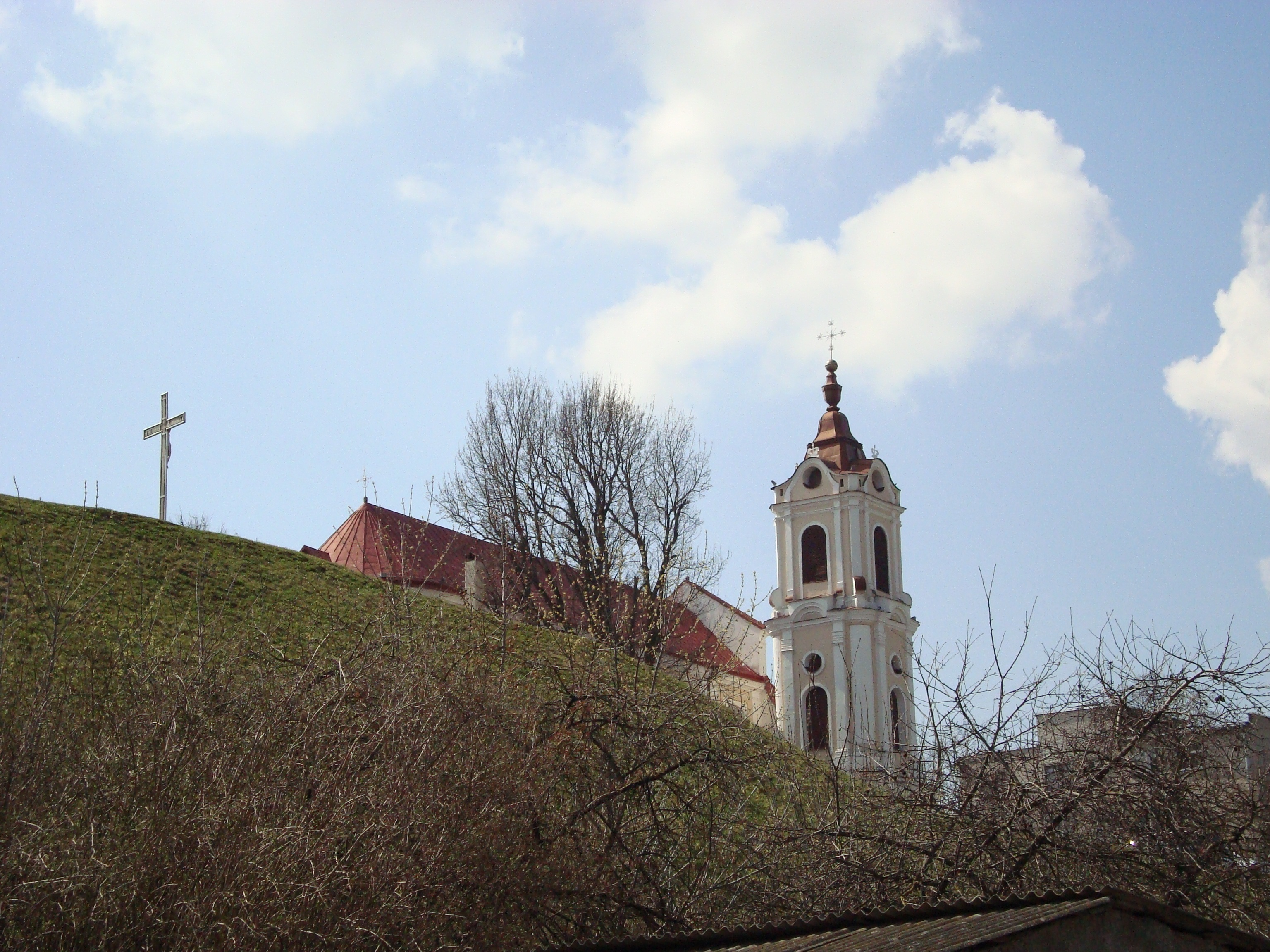
Вид на башню костела.
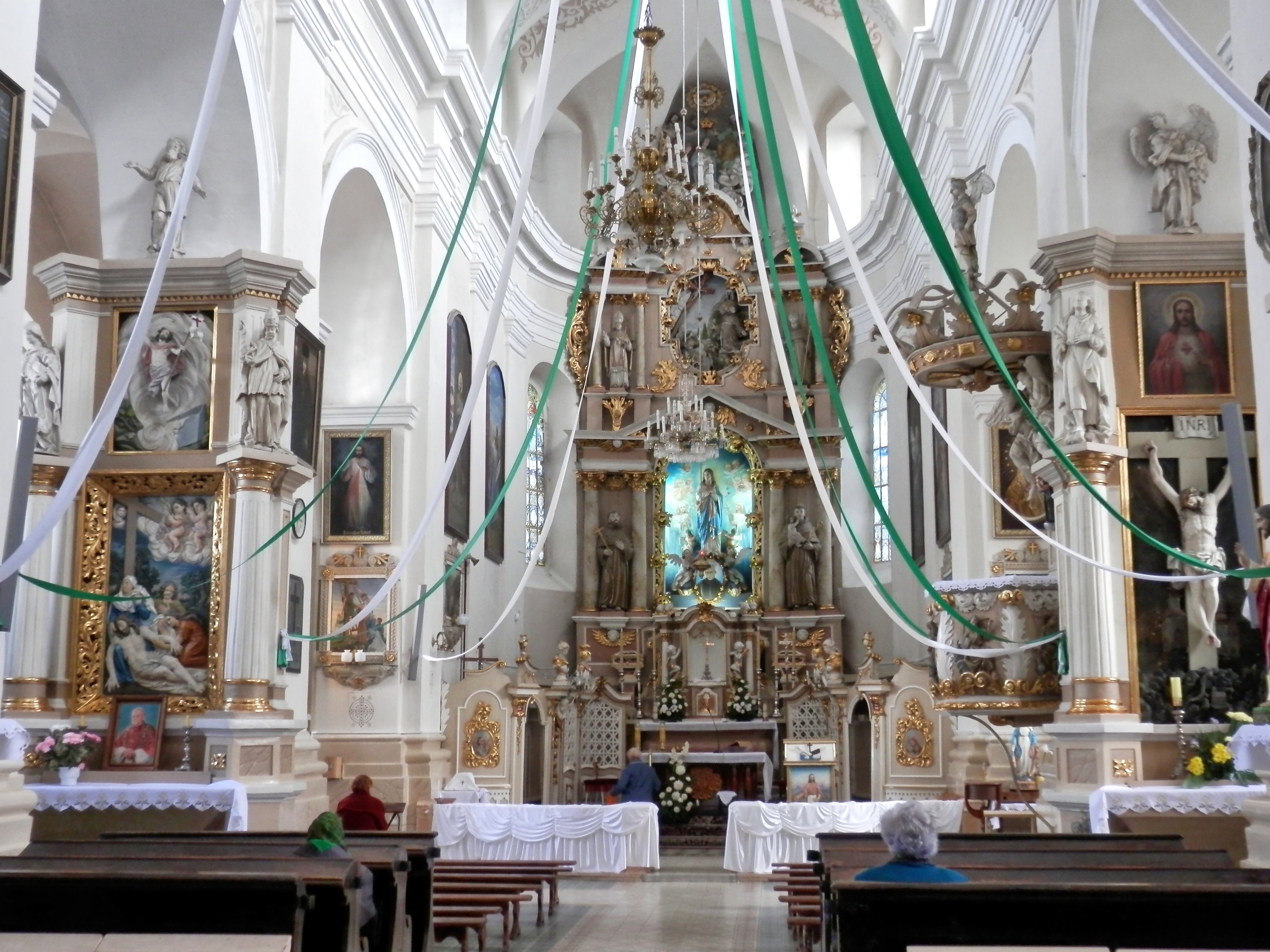
Интерьер храма.
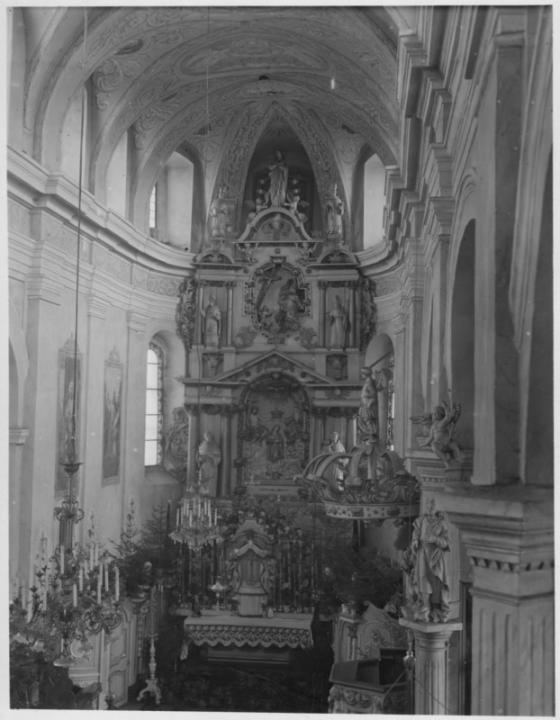
Интерьер в 30-х годах XX века.
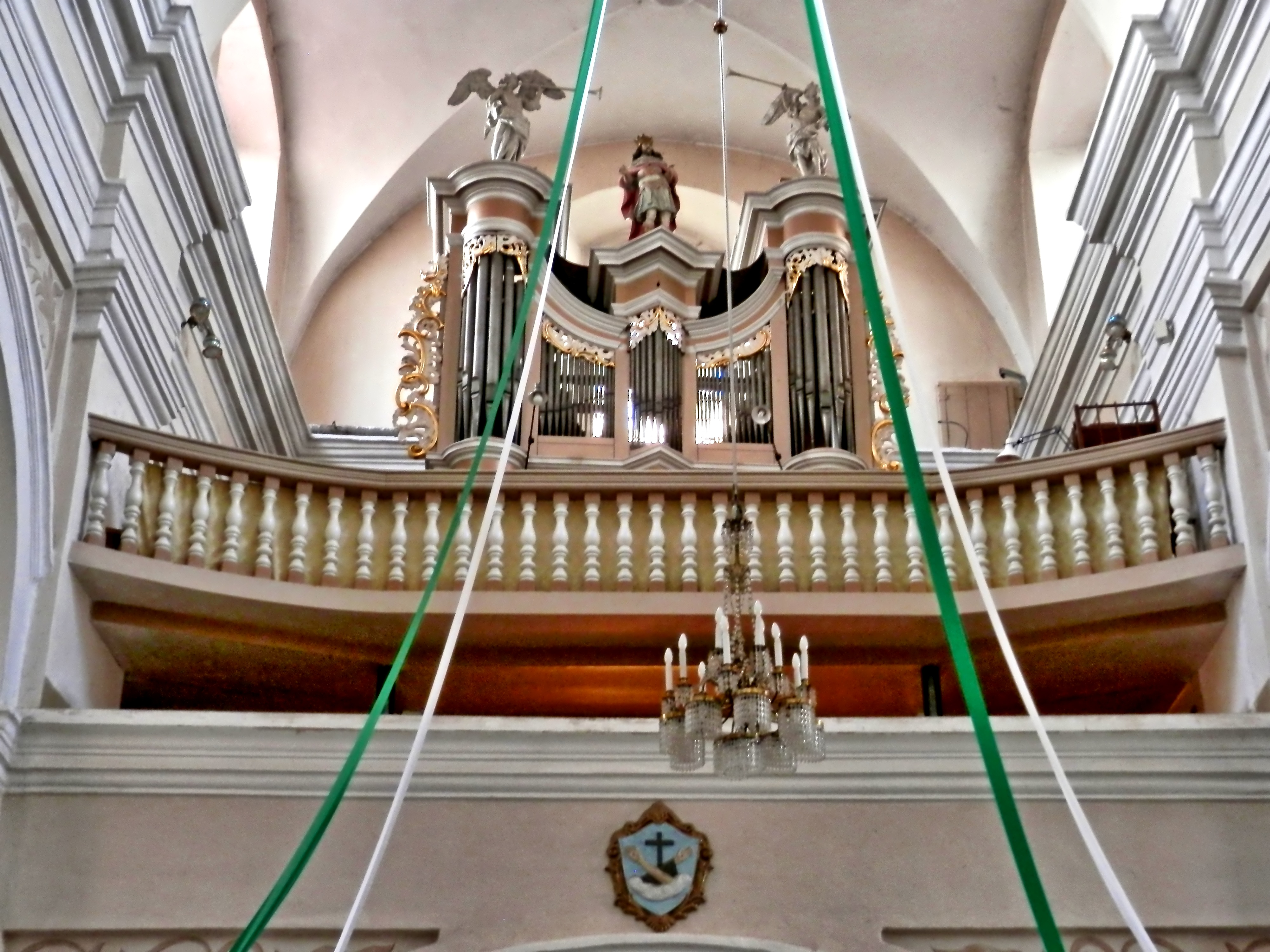
Действующий орган 1750 года.